# برگسبین
برگسبین (به سوئدی: Bergsbyn)  یک منطقه مسکونی است که در بخش شلفتیو شهرستان وستربوتن در کشور سوئد واقع شده است. جمعیت برگسبین در پایان سال ۲۰۱۰ بالغ بر ۱٬۷۸۰ نفر بوده است.